# Astrid Esslinger

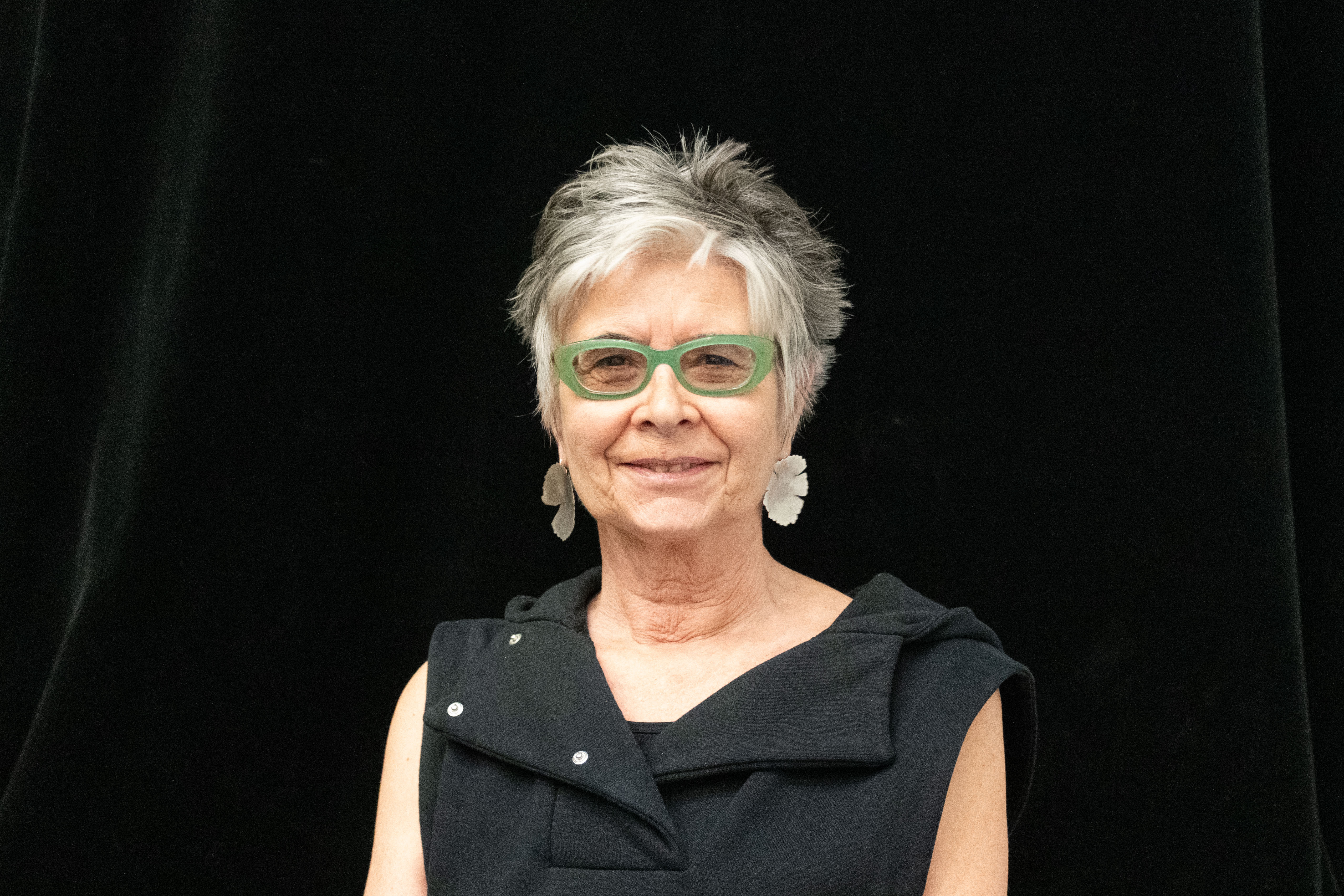
Astrid Esslinger (2024)

Astrid Esslinger (* 1958 in Linz) ist eine österreichische Künstlerin.

## Leben und Werk
Astrid Esslinger studierte Publizistik und Kunstgeschichte an der Universität Salzburg. Ihre Reisen und Studienaufenthalte beeinflussen die kultur- und gesellschaftspolitischen Themen, mit denen sie sich in ihrer Arbeit auseinandersetzt. Ein Forschungsstipendium führte sie in die Black Hills in South Dakota. Dort campierte sie zwischen 1981 und 1983 mit indigenen Aktivisten auf besetztem Gebiet.
Von 1982 bis 1986 beteiligte sie sich konzeptionell und redaktionell am Künstlerkollektiv Stadtwerkstatt Linz, z. B. 1986 bei der Ars Electronica.
Textilobjekte standen am Beginn ihrer künstlerischen Tätigkeit. Seit Ende der 1990er-Jahre liegt der Schwerpunkt ihrer Arbeit in der Acrylmalerei. In einem ergebnisoffenen Prozess entwickelt Astrid Esslinger das Bildgeschehen aus dem Rhythmus der Bewegung beim Farbauftrag. Ab 2005 entwickelte sie eine spezielle Reisemethodik, die „Handgepäck Produktion“. In der Tradition von Found Footage sammelt sie Versandschachteln, die sie mittels Cut-Out-Technik in piktogrammatische Figuren umwandelt und in neue Bedeutungszusammenhänge setzt.
Werke von Astrid Esslinger befinden sich in privaten und öffentlichen Sammlungen, z. B. in der Artothek des Bundes, in der Kunstsammlung des Landes Oberösterreich und in der Sammlung des Stadtmuseums Nordico.
Astrid Esslinger lebt als freischaffende Künstlerin in Linz.

## Ausstellungen (Auswahl)
- 2007: Kunstverein Paradigma und Galerie Hofkabinett, Linz[6]
- 2014: Astrid Esslinger, 18th Street Campus, Santa Monica, Kalifornien[7]
- 2017: Strichcodesklaven, Galerie Crazy, Werkstatt Graz[8]
- 2017: Transit II, Schloss Freistadt,[9][10]
- 2017: Tonkell, gemeinsam mit Anna Rafetseder, 44er-Galerie, Leonding[11]
- 2018: Zweimal 6, Museum Angerlehner, Thalheim, Gruppenausstellung[12]
- 2019: Match Point, Kunstsammlung des Landes Oberösterreich, Linz
- 2020: Acern a vista, Xiclet_Galeria, São Paulo, Gruppenausstellung
- 2020: Kultur braucht Kunst, Schlossmuseum Linz
- 2021: Von Geburt und Tod, Deutschvilla, Strobl, Gruppenausstellung
- 2021: Astrid Esslinger. Ich bin hinausgegangen, Brucknerhaus Linz[13]
- 2022: What the Fem*?, Stadtmuseum Nordico Linz, Gruppenausstellung
- 2022: Entre Lançadas, Galeria Aliança Francesa, Salvador, Gruppenausstellung
- 2022: Kunst.Leben.Leidenschaft, Museum Angerlehner, Thalheim
- 2022: Paradise Lost, Kulturbrücke Fratres
- 2023: Wildwuchs, Galerie 20gerhaus, Ried im Innkreis[14]
- 2023: Blind Date, Stadtmuseum Nordico Linz, Gruppenausstellung
- 2024: Vermessen, Kunstverein Paradigma, Linz[15]
- 2025: Flower Power, Landesgalerie Niederösterreich, Krems, Ausstellungsbeteiligung[16]

## Publikationen
- World Now – greetings from isolation tank, Astrid Esslinger tapisserie and drawing, 1991, Eigenverlag
- Astrid Esslinger, Bilder ohne Titel, 2001, Eigenverlag
- Fina Esslinger: Astrid Esslinger, paintings/cut outs, 2014, Ambra/De Gruyter, ISBN 978-3-99043-680-6.